# 兵庫県立北摂三田高等学校
兵庫県立北摂三田高等学校（ひょうごけんりつ ほくせつさんだこうとうがっこう）は、兵庫県三田市狭間が丘に所在する県立高等学校。

## 概要
三田市南部に位置する。同市周辺では「北三」（ほくさん）として知られる。1985年創立で全日制で普通科設置。
生徒の大半は三田市在住であるが、丹波篠山市、丹波市、神戸市、西宮市、宝塚市などの比較的離れた地域から通学する者もいる。
男子の制服は詰襟であり、女子の制服はセーラー服である。

## 特色
前期、後期の二学期制を採用している。また、授業時間は2021年まで（高等学校としては長めの）65分となっていた。これらはともに、学校生活に「ゆとり」をもたらし、このもとで能率的な授業を展開することを目的としたものである。しかし、2022年度より50分授業に変更された。
第二、第三学年では選択科目がある。この内容は年度により異なるが、たとえば学校周辺の自然を利用するなどの創意工夫に富んだ授業があったり、あるいは微分方程式などの学問的に高度な授業があったりと、幅広い範囲をまかなうものである。
教室には冷暖房が完備されている。図書室も空調設備が整えられており、また雑音に対しても厳格である。
学業に重きをおく校風であるが、一方で部活動の指導力に定評のある教員も存在する。

## 著名な卒業生
- 開高明日香（タレント）
- 山田拓朗（競泳選手）
- 黒崎煌代（俳優）
- 中川幹太（政治家）

## その他
- 2005年4月25日に発生したJR福知山線脱線事故で、16回生を含む、5名の卒業生、また、当時在校していた生徒の保護者など2名が犠牲となった。